# Liste der Einträge im National Register of Historic Places im Martin County (Texas)
Die Liste der Registered Historic Places im Martin County führt alle Bauwerke und historischen Stätten im texanischen Martin County auf, die in das National Register of Historic Places aufgenommen wurden.

## Aktuelle Einträge
| Lfd. Nr. | Name im NRHP        | Bild | Datum der Eintragung | Adresse/Lage         | Ort     | NRHP-ID  | Beschreibung |
| -------- | ------------------- | ---- | -------------------- | -------------------- | ------- | -------- | ------------ |
| 1        | Carmelite Monastery |      | 3. Nov. 1999         | 200 E. Carpenter St. | Stanton | 99000566 |              |